# Nampho
Namp'o er en by i det sydvestlige Nordkorea, der med et indbyggertal (pr. 2005) på cirka 451.000 er landets tredjestørste by. Byen ligger på kysten til det Det Gule Hav og er blandt andet kendt for at huse Nordkoreas største skibsværfter.
Under Koreakrigen blev byen udsat for massive ødelæggelser.
- Namp'os beliggenhed i Nordkorea
- Havnen i Namp'o

## Administrativ inddeling
Byen er inddelt i tre guyŏk(distrikter) og fire kun(amter), listen nedenunder, som igen er inddelt i 36 dong (nabolag) og 15 ri (landsbyer).
- Waudo-guyŏk (와우도구역/臥牛島區域)
- Hanggu-guyŏk (항구구역/港口區域)
- Ch'ŏllima-gun (천리마군; 千里馬郡)
- Kangsŏ-gun (강서군; 江西郡)
- Ryonggang-gun (룡강군; 龍岡郡)
- Taean-gun (대안군; 大安郡)

## Kendte personer fra Nampo
- Paik Sun-yup, sydkoreansk general under Koreakrigen (1920–)